# Dummy load

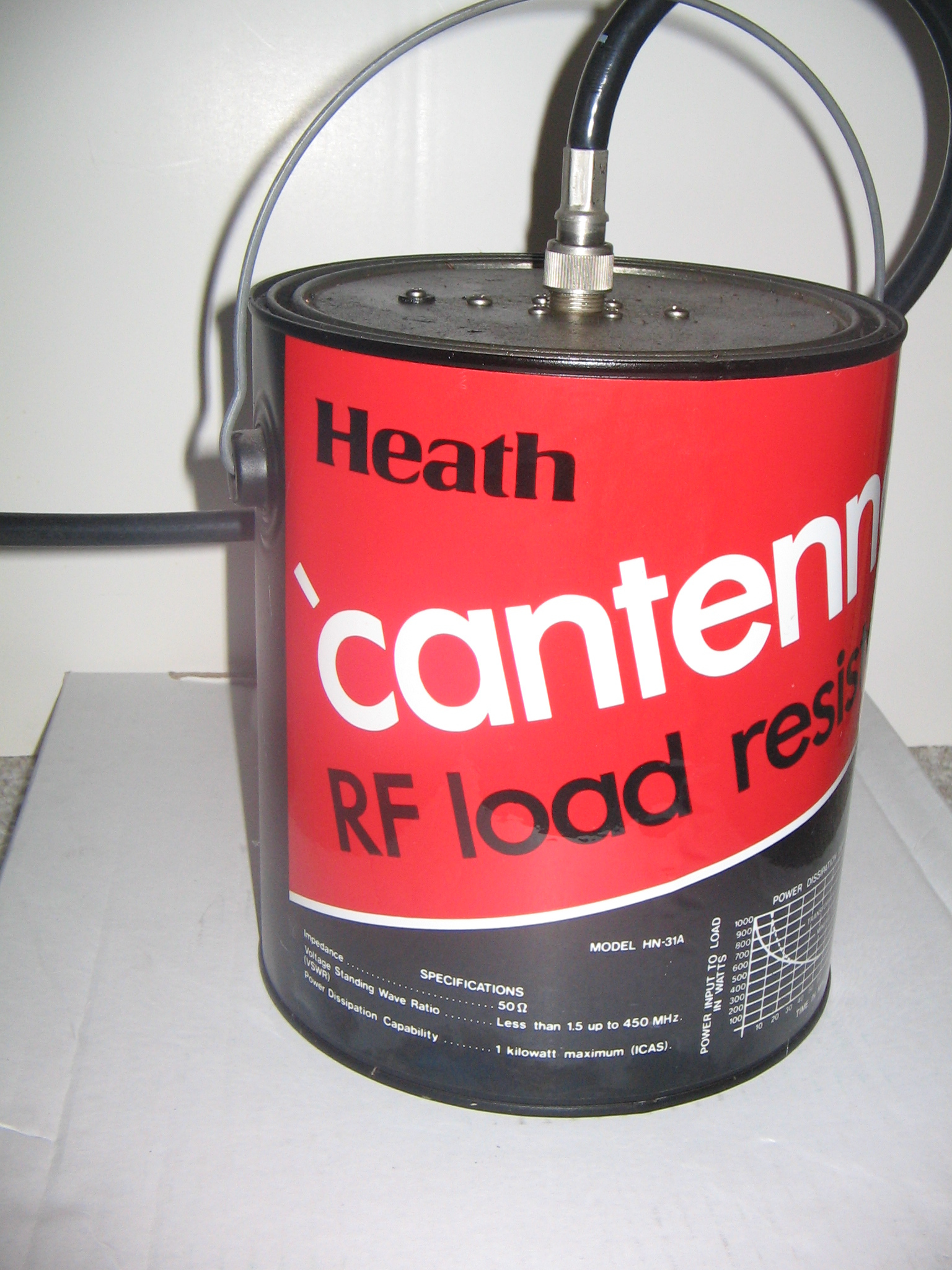
Cantenna: Dummy Load per frequenze fino ai 30 MHz e potenze fino a 1 kW

Un dummy load, letteralmente carico fittizio, è un dispositivo utilizzato per sostituirsi all'utilizzatore di un apparecchio elettronico durante le prove tecniche dell'apparecchio stesso, simulando in maniera più accurata possibile il comportamento dell'utilizzatore vero senza dover sopportarne gli svantaggi.
Un esempio molto calzante è quello in cui un carico fittizio viene utilizzato per testare un amplificatore di potenza audio a piena potenza senza utilizzare un diffusore acustico, evitando quindi rumori molesti che il diffusore emetterebbe. A differenza però di un diffusore acustico, che rappresenta un carico misto resistivo/induttivo e la quale impedenza varia al variare della frequenza del segnale, il carico fittizio rappresenta un carico esclusivamente resistivo; per tale motivo alcuni costruttori specificano nei manuali di riparazione tecnica di aggiungere condensatori e/o induttanze di determinati valori per verificare il comportamento dell'amplificatore in prova con un carico il più simile possibile a quello rappresentato da un diffusore acustico. 
Va comunque detto che la verifica con carico fittizio è sufficiente nel 99 % dei casi di controllo a seguito di riparazioni e/o revisioni, anche perché molti costruttori di diffusori acustici impiegano nel filtro crossover apposite reti di linearizzazione dell'impedenza, in modo tale che il diffusore si comporti il più possibile come un carico resistivo.
Un altro esempio è quello delle prove motore al banco, nelle quali i costruttori di motori per automobili testano il funzionamento del motore simulando il carico rappresentato dall'automobile con un freno apposito regolabile, senza dover eseguire necessariamente delle prove su strada.
I carichi fittizi trovano poi un'ottima applicazione nei sistemi di testing automatico, ovvero quelle apparecchiature progettate per collaudare automaticamente un dato apparecchio elettronico al termine dell'assemblaggio. Esistono pertanto carichi fittizi programmabili mediante interfacce RS-232 o USB in grado di rappresentare un determinato carico adatto al collaudo di un determinato apparecchio, obbedendo ai comandi impartiti dal computer che governa il sistema di testing.
La produzione di alimentatori fa uso intensivo di carichi fittizi per il collaudo; se un dato alimentatore deve fornire una data intensità di corrente ad una data tensione, il computer programma il carico per fargli assorbire quella data intensità e mediante un voltmetro ed un amperometro interfacciati al computer stesso, controlla la rispondenza dei parametri a quelli fissati.
I carichi fittizi per uso audio o per il collaudo di alimentatori sviluppano parecchio calore, soprattutto se le prove da condurre sono del tipo a lungo termine; per questo motivo sono generalmente dotati di robusti ventilatori e di una serie di sensori termici in grado di interrompere le prove in caso di guasto al carico, che andrebbe a falsare il collaudo dell'apparecchio in prova.

## Radio
In ambiente radiotecnico, questo dispositivo è anche conosciuto col nome di dummy antenna e viene utilizzato per testare le caratteristiche di un trasmettitore. Esso sostituisce l'antenna durante le operazioni di testing e il settaggio dei parametri, in modo che il trasmettitore non interferisca con altri trasmettitori. Inoltre, se il trasmettitore fosse testato senza carico, potrebbe venir danneggiato o comunque gli aggiustamenti effettuati sarebbero inevitabilmente inutili perché il comportamento del trasmettitore, in genere, varia al variare del carico.
Solitamente il dummy load consiste in semplice resistore (o una serie di resistori posti in serie/parallelo) che fornisce un'impedenza uguale (generalmente di 50 ohm, 75 ohm in ambito televisivo) a quella dell'antenna o della linea di trasmissione che carica normalmente il trasmettitore. 
L'energia trasferita alla resistenza viene dissipata in calore, quindi essa deve essere progettata in modo da tollerare la potenza che deve dissipare. Anche in questo caso, il carico rappresentato è esclusivamente resistivo e va sempre poi verificato il comportamento dello stadio finale del trasmettitore mediante l'uso di una antenna adatta.